# 아흐마드 (자라이르 왕조)

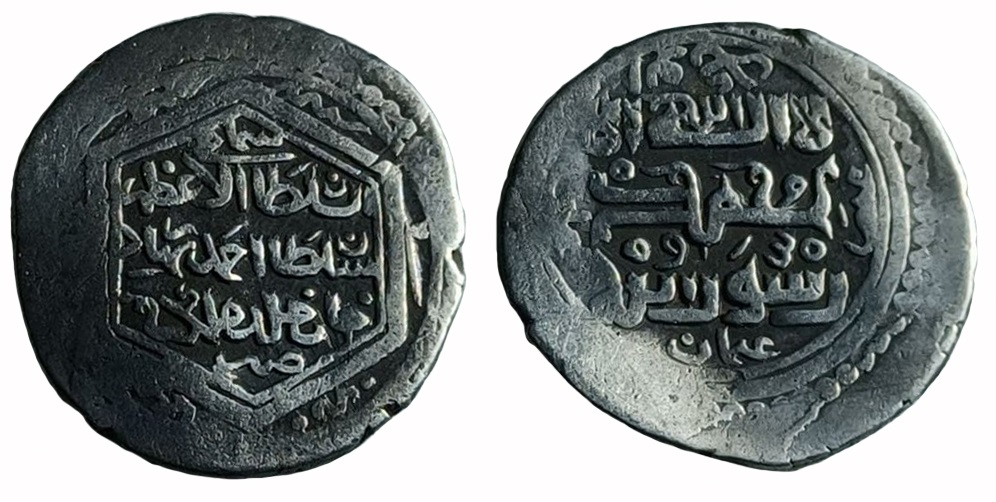

아흐마드(Sultan Ahmad, ? ~ 1410년)는 자라이르 왕조의 5대 술탄(재위 : 1382년 ~ 1410년)이다. 그는 우웨이스 1세의 아들이자 전 술탄인 하산과 후사인 1세의 동생이었다.

## 형제들과의 대립
아흐마드의 형인 후사인 1세는 외부의 침입과 내부의 분쟁으로 점차 권력을 잃고 있었다. 이전부터 후사인 1세에 공개적으로 대립해왔던 아흐마드는 이 기회를 놓치지 않았다. 1382년, 아흐마드는 타브리즈로 진격하여 후사인 1세를 손쉽게 붙잡아 처형하고 스스로 술탄의 자리에 올랐다.
하지만 아직 형제인 샤이흐 알리와 바야지트가 남아 있었다. 또한 유력한 아미르였던 아딜 아카도 바야지트를 지원하며 솔타니예에서 바야지트를 술탄으로 추대하였다. 이러한 상황에 불안을 느낀 아흐마드는 흑양조에 도움을 요청했다. 흑양조의 군대는 아흐마드의 기대대로 샤이흐 알리를 격파하였고 아흐마드는 바야지트를 처리하는 데 집중할 수 있게 되었다.

## 티무르의 침입
1384년 티무르가 자라이르 왕조의 영토로 침입하여 바야지트가 차지하고 있던 솔타니예를 점령했다. 솔타니예를 점령한 티무르는 그 영토를 아딜 아카에게 맡기고 잠시 철수하였다. 아흐마드는 티무르가 철수한 틈을 타 솔타니예를 탈환하려 했지만 실패하고 말았다.
1385년 티무르와 킵챠크 한국의 토크타미시 간의 전쟁이 일어났다. 그 때문에 킵챠크 한국과 티무르 제국 사이에 위치하고 있던 자라이르 왕조는 큰 타격을 입었다. 아제르바이잔은 황폐화되었고 타브리즈는 약탈당했다.
1386년 잠시 물러났었던 티무르가 침략을 재개했다. 이미 토크타미시에 의해 많은 피해를 입은 아흐마드는 수도 타브리즈를 포기한 채 남쪽의 바그다드로 도망갔다. 타브리즈는 정복당했고 타브리즈의 신민들은 과중한 세금을 부과받았다. 일전에 티무르에 항복했던 아딜 아카는 티무르의 명령으로 타브리즈를 다스리다가 부패 혐의로 처형당했다.
1393년 티무르는 전쟁을 재개했다. 티무르는 8월 말에 바그다드에 도착하여 공격을 가했다. 아흐마드는 도시를 방어하는 것이 불가능하다고 판단하고 맘루크 왕조로 망명을 갔다. 술탄이 사라진 바그다드를 정복한 티무르는 많은 인질과 배상금을 요구했지만 도시를 약탈하지는 않았다. 티무르는 바그다드를 떠나며 사르다하르(Sarbadar)의 크와자 마수드 사브자바리에게 바그다드의 통치권을 부여했다.
1394년 아흐마드는 바그다드로 돌아왔다. 당시 바그다드를 통치하고 있었던 크와자 마수드 사브자바리는 아흐마드가 돌아오자 바그다드를 포기하고 도망쳤다. 하지만 백성들을 버리고 도망친 아흐마드의 인기는 추락하였고 1397년(혹은 1398년)에는 아흐마드를 살해하려는 음모까지 발각되었다. 불안감을 느낀 아흐마드는 흑양조의 카라 유수프에게 도망쳐 도움을 요청했다. 카라 유수프는 군대를 일으켜 바그다드까지 진격했으나 바그다드에 다다르자 아흐마드를 무시하고 바그다드를 약탈하려 했다. 아흐마드는 간신히 카라 유수프를 제지하고 돌려 보냈다.
흑양조의 군대가 물러났으나 아직 위기를 완전히 모면한 것은 아니었다. 1398년, 티무르의 아들로써 아제르바이잔 지역을 다스리고 있던 미란 샤는 티무르의 명령을 받고 바그다드를 침공했다. 하지만 아흐마드는 바그다드를 방어하는 데 성공했고 미란 샤는 소득없이 물러났다. 1399년에는 그루지아 군대가 알렌자크(Alenjaq)를 점령한 뒤 바그다드까지 진군했으나 진영 내에서 반란이 일어나 후퇴하였다.
1400년, 동쪽으로 원정을 갔었던 티무르가 돌아오자 아흐마드는 바그다드를 버리고 오스만 투르크로 망명했다. 1401년, 티무르의 공격을 버티지 못한 바그다드는 두 번째로 함락당했고 이번엔 약탈과 파괴를 피할 수 없었다. 남녀노소 가릴 것 없이 학살당했고 수많은 건물들이 파괴되었다.
바그다드가 파괴당한 뒤 아흐마드는 바그다드를 재건하기 위해 잠시 돌아왔으나 티무르의 군대에 거의 붙잡힐 뻔했다. 간신히 도망친 아흐마드는 오스만 제국에서 같이 망명생활을 했던 흑양조의 카라 유수프에게 도움을 요청하였다. 카라 유수프는 아흐마드의 제안을 승낙하여 군대를 이끌고 바그다드로 쳐들어갔다. 1402년, 카라 유수프와 아흐마드는 바그다드를 정복하는 데 성공했지만 바그다드 점령에 성공한 뒤 카라 유수프의 마음은 변했고 카라 유수프는 아흐마드를 추방해버렸다.
카라 유수프에 의해 쫓겨난 아흐마드는 다시 한번 맘루크 왕조에 망명을 청했다. 하지만 티무르를 두려워하고 있던 맘루크 왕조는 아흐마드를 감옥에 가둬버렸다. 1년 뒤인 1403년, 카라 유수프 역시 티무르에게 쫓겨나 맘루크 왕조에 망명을 청했지만 감옥에 갇히고 말았다. 감옥에 같이 갇히게 된 아흐마드와 카라 유수프는 다시 한 번 우정을 맹세한 뒤 카라 유수프는 아제르바이잔, 아흐마드는 이라크 지역을 차지하기로 약속했다.

## 티무르 사후
1405년, 티무르가 사망하자 맘루크 왕조는 아흐마드와 카라 유수프를 석방했다. 약속대로 카라 유수프는 타브리즈로 갔고 아흐마드는 바그다드로 갔다. 그로부터 5년 뒤인 1410년 아흐마드는 카라 유수프와의 약속을 깨고 흑양조를 공격했으나 대패하고 말았다. 전투에서 패한 아흐마드는 아들인 알라 알다울라(Ala al-Daula)와 함께 카라 유수프에 의해 처형당했다.
아흐마드가 죽자 그의 조카인 왈라드(Walad/Valad)가 술탄이 되었다. 그로부터 1년 뒤인 1411년, 흑양조의 군대는 바그다드를 함락시켰고 왈라드는 술탄의 자리에 오른 지 1년 만에 처형당했다. 이후 자라이르 왕조는 이라크 남부로 내려가서 20여년간 존속하다가 1432년에 흑양조 군대에 의해 완전히 멸망하고 말았다.

## 같이 보기
- 자라이르 왕조
- 티무르
- 후사인 1세
- 바그다드

| 이전 후사인 1세 | 제5대 자라이르 왕조의 술탄 1382년 ~ 1410년 | 다음 왈라드 |